# Gabriela Soukalová (1953)
Gabriela Soukalová (rozená Sekajová, rozvedená Svobodová, * 27. února 1953 Kremnica) je bývalá československá běžkyně na lyžích. Je držitelkou stříbrné medaile ze štafetového závodu ze ZOH v Sarajevu 1984 a matkou biatlonistky Gabriely Soukalové.

## Osobní život
Narodila se roku 1953 ve slovenské Kremnici do rodiny elektrotechnického inženýra Imricha Sekaje, maďarského Žida původním příjmením Székely, který se nechal přejmenovat. Rodina měla šest dětí. Jejím prvním trenérem lyžování byl v Kremnici československý olympionik z roku 1960, lyžař Rudolf Čillík. 
Od 16 let byla členkou československé juniorské reprezentace. Po ukončení Střední elektrotechnické školy v Liptovském Hrádku, kde závodila za místní klub Tesla, nepokračovala vysokou školou, kterou jí nedoporučil reprezentační trenér Bohuslav Rázl. V roce 1970 se konalo mistrovství světa v klasickém lyžování v nedalekých Tatrách a tento šampionát ji motivoval v další práci. Stala se členkou Rudé hvězdy Štrbské Pleso a spolupracovala s trenérem Jánem Húskou, pod kterým se v roce 1973 dostala do ženské reprezentace. Později jako reprezentantka a členka štafety přešla do Rudé hvězdy Jablonce nad Nisou, kde ji vedli Bohuslav Rázl se Zdeňkem Cillerem.
Po ZOH v Innsbrucku 1976 se vdala za sdruženáře Jaroslava Svobodu. Roku 1977 se do manželství narodila dcera Lucie (či Lucia). Po manželově emigraci do Rakouska v roce 1985, se s ním rozvedla a musela ukončit reprezentační kariéru. Začala vyučovat ve sportovně zaměřených třídách jablonecké základní školy a věnovala se trenérství v místním oddílu Rudá hvězda. Druhým manželem se stal biatlonový trenér Karel Soukal. V roce 1989 se jim narodila Gabriela, pozdější biatlonová mistryně světa, olympijská medailistka a celková vítězka Světového poháru. Vystudovala čtyřletý obor trenérství na Fakultě tělesné výchovy a sportu Univerzity Karlovy. Jako pedagožka a trenérka lyžování byla zaměstnána na Gymnáziu Dr. Antona Randy. Žije v Jablonci nad Nisou.
Po rozdělení Československa v roce 1993 si zvolila české státní občanství.

## Sportovní kariéra
Hned ze svého prvního Mistrovství světa 1974 ve Falunu si přivezla cenný kov (bronz) ze štafety, ve které běžela druhý úsek. Za dva roky reprezentovala Československo na olympijských hrách v rakouském Innsbrucku. V roce 1984 získala se štafetou žen (3. úsek) na Zimních olympijských hrách 1984 v Sarajevu svoji stříbrnou medaili.

## Výsledky

### Olympijské hry a mistrovství světa
| Rok      | Místo       | 5 km           | 10 km          | 20 km          | Štafeta        | Věk  |
| -------- | ----------- | -------------- | -------------- | -------------- | -------------- | ---- |
| MS 1974  | Falun       | 12.            | 18.            | x              | 3.             | 21,0 |
| ZOH 1976 | Innsbruck   | 13.            | 19.            | x              | 6.             | 23,0 |
| MS 1978  | Lahti       | neúčastnila se | neúčastnila se | neúčastnila se | neúčastnila se | -    |
| ZOH 1980 | Lake Placid | 20.            | 19.            | x              | 4.             | 27,0 |
| MS 1980  | Falun       | x              | x              | 15.            | x              | 27,0 |
| MS 1982  | Oslo        | 21.            | 13.            | 22.            | 5.             | 29,0 |
| ZOH 1984 | Sarajevo    | 15.            | 14.            | x              | 2.             | 31,0 |
| MS 1985  | Seefeld     | -              | 27.            | -              | 5.             | 31,9 |